# سمت پنهان ماه

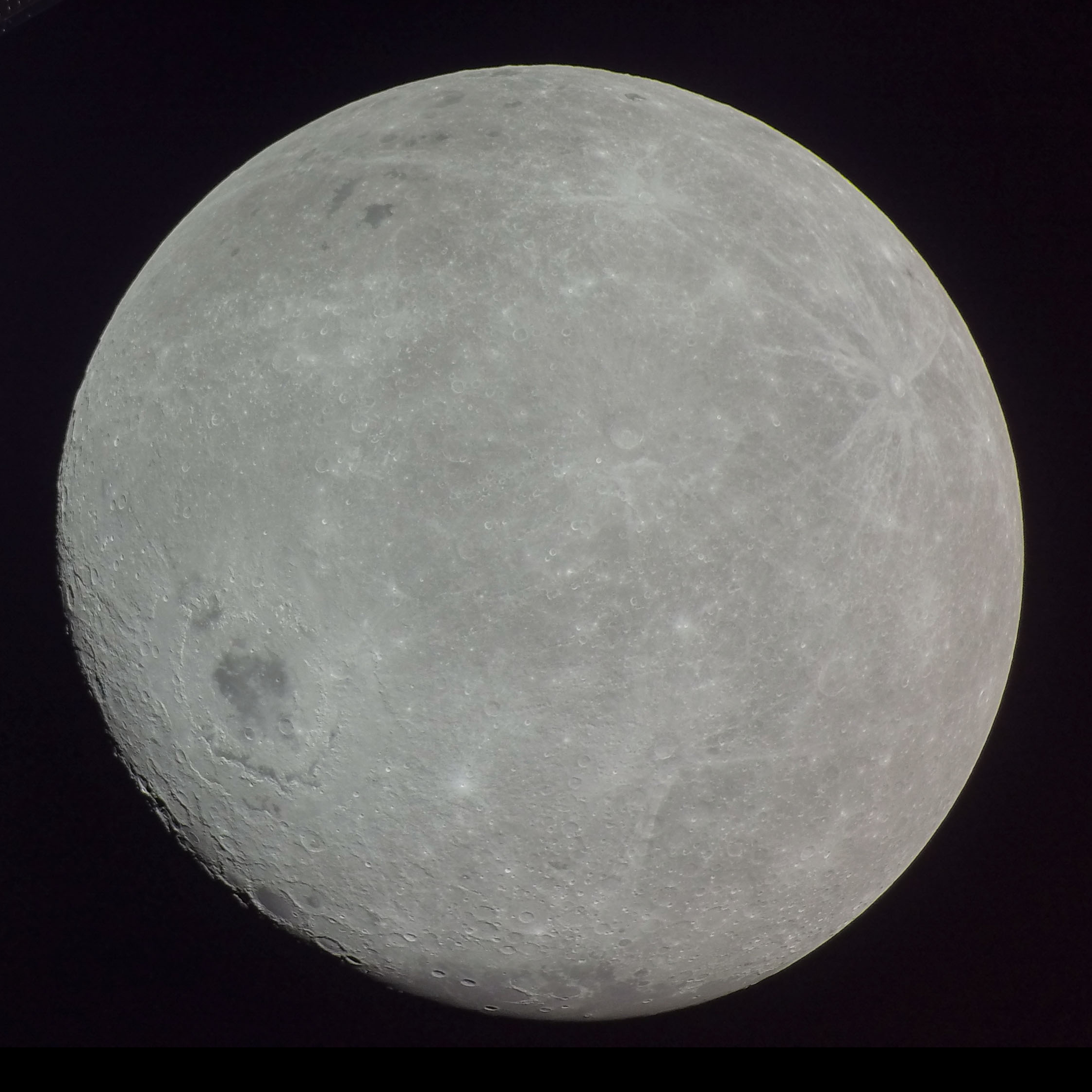
سمت پنهان ماه که توسط فضاپیمای اوریون در حین ماموریت آرتمیس ۱ عکس‌برداری شد

سَمت پنهان ماه نیم‌کره‌ای از کرهٔ ماه است که به‌طور دائمی از کرهٔ زمین روی‌گردان است. سمت رو به زمین از کرهٔ ماه را سمت پیدای ماه می‌نامند.
سمت پنهان ماه نخستین بار در سال ۱۹۵۹ توسط کاوشگر لونا ۳ شوروی عکس‌برداری شد و نخستین رؤیت مستقیم با چشم انسان در سال ۱۹۶۸ و در جریان مأموریت آپولو ۸ صورت گرفت.
تا امروز جمعاً ۲۴ انسان موفق به مشاهدهٔ عینی سمت پنهان ماه شده‌اند. این افراد فضانوردان مأموریت‌های آپولو ۸ و آپولو ۱۰ تا ۱۷ بوده‌اند.
سمت پنهان ماه دارای دهانه‌های برخوردی فراوانی است ولی دریاوارهای کمی دارد. در این سمت از ماه کمتر حوضه‌ای یافت می‌شود که عمق آن به اندازه‌ای باشد که اجازه فوران‌های آتش‌فشانی و تشکیل دریاوارها را بدهد. به این خاطر، با وجود این‌که دهانه‌های برخوردی زیادی در هر دو سمت ماه دیده می‌شود اما تفاوت‌ها عمق‌ها باعث شده که دریاوارهای بزرگ بیشتر در سمت پیدای ماه تشکیل شوند. ظاهراً تعداد بارهایی که گدازه‌های زیرسطحی در سمت پیدای ماه به سطح رسیده‌اند بیشتر و آسان‌تر از سمت پنهان بوده‌است.

## تعریف
نیروی کشندی از جانب زمین حرکت دورانی ماه را کاهش داده‌است به‌گونه‌ای که همواره یک سمت ماه روی به زمین دارد. چنین پدیده‌ای را قفل کشندی می‌گویند. در نتیجه سمت دیگر ماه که اغلب آن هرگز از روی کرهٔ زمین دیده نمی‌شود (١۸ درصد را با گذشت زمان و به دلیل رُخ‌گردی می‌توان دید) را «سمت پنهان ماه» می‌نامند. سمت پنهان ماه را نباید با سمت تاریک ماه (نیم‌کره‌ای که در یک زمان مشخص توسط خورشید نورانی نشده‌است) اشتباه کرد. سمت پنهان ماه و سمت تاریک ماه فقط و فقط به هنگامی که ماه کامل است بر هم منطبق می‌شوند. هنگامی که ماه نو است، سمت پیدای ماه بر سمت تاریک ماه منطبق می‌شود. هر دو سمت پیدا و پنهان ماه تقریباً به اندازهٔ مساوی نور خورشید را دریافت می‌کنند. با این وجود گاه در تعابیر شاعرانه از «سمت تاریک ماه» برای اشاره به «سمت پنهان ماه» استفاده می‌شود.